# Мелатело (Форли-Чезена)
Мелатело (итал. Melatello) је насеље у Италији у округу Форли-Чезена, региону Емилија-Ромања.
Према процени из 2011. у насељу је живело 119 становника. Насеље се налази на надморској висини од 22 м.